# Марай (Новосибирская область)
Марай — посёлок в Тогучинском районе Новосибирской области. Входит в состав Вассинского сельсовета.

## География
Площадь посёлка — 22 гектара.

## Население
| 2002 | 2007 | 2010 |
| ---- | ---- | ---- |
| 77   | ↘59  | ↗71  |

## Инфраструктура
В посёлке по данным на 2007 год функционирует 1 учреждение здравоохранения.